# Île aux Vaches Marines
Die Île aux Vaches Marines (Vache Island, deutsch: „Insel der Seekühe“) ist eine Insel der Seychellen.

## Geographie
Die Insel liegt vor der Südküste von Mahé im Gebiet des Verwaltungsdistrikts Grand Anse, zusammen mit dem Riff Les Trois Dames und der Insel Thérèse (Insel) im Distrikt Port Glaud. Die Insel hat eine Fläche von 4,7 ha und erreicht dabei eine Höhe von 54 m. Die felsige Insel ist nur spärlich von Vegetation bedeckt, aber ein wichtiger Nistplatz für Seevögel.